# Кисле (Куртамиський округ)
Ки́сле (рос. Кислое) — присілок у складі Куртамиського округу Курганської області, Росія.
Населення — 92 особи (2010, 155 у 2002).
Національний склад станом на 2002 рік:
- росіяни — 99 %